# Storm Over Bengal
Storm Over Bengal (Brasil: Tempestade Sobre Bengala / Portugal: A Carga da Brigada Imperial) é um filme norte-americano de 1938, do gênero aventura, dirigido por Sidney Salkow e estrelado por Patric Knowles e Richard Cromwell.

## A produção
O filme tem por pano de fundo os conflitos entre as tropas britânicas e indianas em Bengala, no início do século XX, dentro do movimento de independência da Índia.
Curiosamente, vários atores do elenco já haviam participado de películas semelhantes: Patric Knowles foi um dos protagonistas de The Charge of the Light Brigade, feito dois anos antes, enquanto Richard Cromwell foi torturado por Douglass Dumbrille em The Lives of a Bengal Lancer, de 1935—o que acontece novamente aqui.
Storm Over Bengal recebeu uma indicação ao Oscar, na categoria Melhor Trilha Sonora, trilha esta composta por Cy Feuer.

## Sinopse
O Tenente Neil Allison, que vive se metendo em confusões, decide salvar o irmão, Capitão Jeffrey Allison, e todo o exército britânico da destruição certa pelas mãos dos cruéis indianos, que lutam pela independência. Tudo isso para provar seu valor.

## Principais premiações
| Prêmio | Categoria            | Situação |
| ------ | -------------------- | -------- |
| Oscar  | Melhor Trilha Sonora | Indicado |

## Elenco
| Ator/Atriz         | Personagem              |
| ------------------ | ----------------------- |
| Patric Knowles     | Capitão Jeffrey Allison |
| Richard Cromwell   | Tenente Neil Allison    |
| Rochelle Hudson    | Joan Lattimore          |
| Douglass Dumbrille | Ramin Khan              |
| Colin Tapley       | Hallett                 |
| Gilbert Emery      | Coronel Torrance        |
| Douglas Walton     | Terry                   |
| Halliwell Hobbes   | Sir John Galt           |
| John Burton        | Carter                  |
| Clyde Cook         | Alf                     |
| Pedro de Córdoba   | Abdul Mir               |
| Claud Allister     | Redding                 |
| Edward Van Sloan   | Marajá de Lhanapur      |